# Мичуринский сельсовет (Пензенская область)
Мичуринский сельсовет — сельское поселение в Пензенском районе Пензенской области Российской Федерации.
Административный центр — посёлок Мичуринский.

## История
Статус и границы сельского поселения установлены Законом Пензенской области от 2 ноября 2004 года № 690-ЗПО «О границах муниципальных образований Пензенской области».

## Население
| 2002  | 2010  | 2012  | 2013  | 2014  | 2015  | 2016  |
| ----- | ----- | ----- | ----- | ----- | ----- | ----- |
| 2033  | ↗2160 | ↗2217 | ↗2342 | ↗2455 | ↗2487 | ↗2521 |
| 2017  | 2018  | 2021  | 2024  | 2025  |       |       |
| ↗2533 | ↗2541 | ↗3106 | ↗3140 | ↘3130 |       |       |

## Состав сельского поселения
| № | Населённый пункт | Тип населённого пункта          | Население |
| - | ---------------- | ------------------------------- | --------- |
| 1 | Кривозеровка     | железнодорожная станция         | ↘483      |
| 2 | Мичуринский      | посёлок, административный центр | ↗1677     |